# Meco (község)
Meco egy község Spanyolországban, Madrid tartományban. Meco Alcalá de Henares, Camarma de Esteruelas, Valdeavero, Villanueva de la Torre, Azuqueca de Henares és Los Santos de la Humosa községekkel határos. Lakosainak száma 15 732 fő (2024).

## Népesség
A település népessége az utóbbi években az alábbiak szerint változott:
| Lakosok száma | 6923 | 9986 | 11 719 | 12 419 | 12 797 | 13 133 | 13 570 | 14 305 | 15 143 | 15 732 |
|               | 2001 | 2004 | 2007   | 2009   | 2012   | 2014   | 2017   | 2019   | 2022   | 2024   |